# Luiz Avellar
João Luiz de Avellar (Rio de Janeiro, 7 de abril de 1956), conhecido pelo nome artístico de Luiz Avellar, é um pianista e compositor brasileiro. 

## Biografia
Aos 6 anos iniciou as primeiras aulas de piano com professores particulares como; Vilma Graça, Sónia Maria Vieira, Sérgio Vienna, Leida Swarzman e Marcelo de Alvarenga, o que contribuiu para o desenvolvimento da sua maturidade e competências técnicas.
Em 1976, estudou Orquestração na Mannes School of Music em New York. Dois anos mais tarde, Luiz Avellar dá inicio a uma longa trajectória como pianista e arranjador de grandes nomes da música brasileira, entre eles, Djavan, Gal Costa, Simone e Milton Nascimento. Em paralelo, o pianista surge ao lado de variadíssimos nomes do panorama internacional, Billy Cobham, Toots Thielemanns, Enrico Rava, Phil Woods, Ernie Watts, Wayne Shorter, Flora Purim, Airto Moreira e Grupo Sesação, são algumas referências.
Participou na gravação de vários discos com muitos destes artistas, colaborando com composições originais. Em 1994, surge o primeiro disco solo “Bons amigos”, com a participação de Hermeto pascoal, Paulo Moura e Robertinho da Silva, entre outros nomes da música instrumental brasileira. Contabilizam-se na discografia de Luiz Avellar 14 discos, 10 dos quais pertencentes a um projecto de piano em homenagem a vários artistas brasileiros, assim como a colaboração em várias bandas sonoras de filmes e series de TV.
Luiz Avellar tocou em concerto como solista das Orquestras Sinfónicas, enquanto a sua música era executada pela Orquestra Sinfónica do Brasil, estabelecendo assim um intercâmbio permanente entre todas as suas habilidades, desde os ritmos brasileiros, à música clássica até ao jazz. Tornou-se um convidado frequente do Encontro de música Internacional realizado no Rio de Janeiro; “Cello Encounter”, onde a sua execução é elogiada e partilhada por nomes internacionais da música clássica como, Armen Ksajikian, Mats Lidstrom e Eugene Friesen.
Contabilizando mais de 30 anos de carreira, em 2007, Luiz Avellar ruma à Europa para se fixar em Portugal, após uma passagem de alguns meses em Paris, iniciando uma nova etapa, em 2008, com o lançamento do primeiro álbum a solo em terras lusitanas, “Contrastes”.

## Discografia
- 2000 Luiz Avellar em Movimento
- 2000 Luiz Avellar, Nico Assumpção e Kiko Freitas Tocando Victor Assis Brasil
- 2002 Caminho das Bandeiras
- 2004 Luiz Avellar e Ricardo Silveira ao Vivo Tocam Milton Nascimento
- 2004 Ciclos
- 2008 Contrastes